# Mega TV (États-Unis)
Pour l’article homonyme, voir Mega TV.
Mega TV est la société créée en 2006 pour gérer le réseau de télévision américain hispanophone Spanish Broadcasting System.
Parmi ses programmes, figure celui du journaliste et écrivain péruvien Jaime Bayly.